# Griveaudia charlesi
Griveaudia charlesi là một loài bướm đêm thuộc họ Callidulidae. Loài này có ở miền tây Madagascar.